# Dodge D-Series
Dodge D-Series – samochód osobowy typu pickup klasy wyższe produkowany pod amerykańską marką Dodge w latach 1961 – 1980.

## Pierwsza generacja

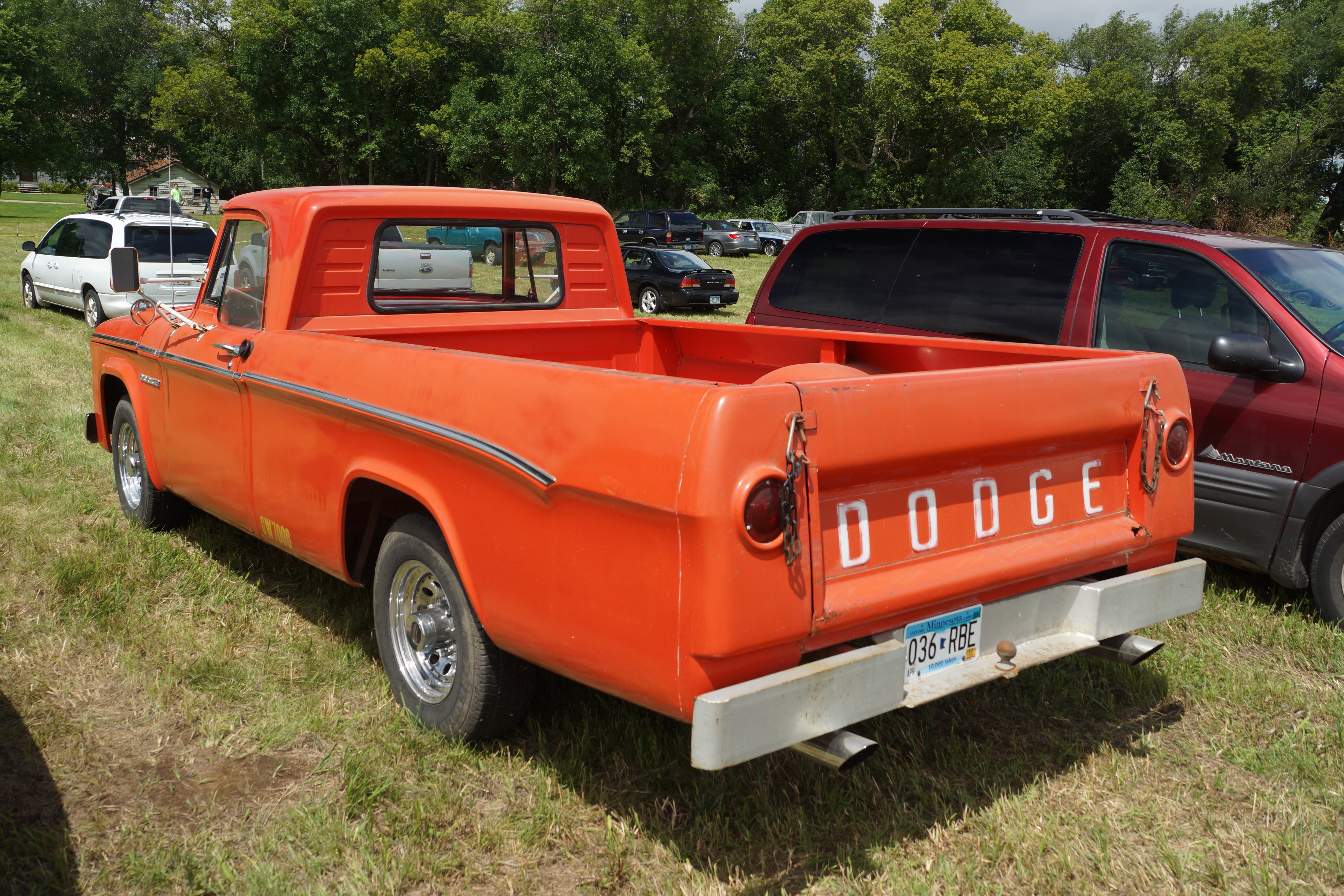
Dodge D-Series I - tył

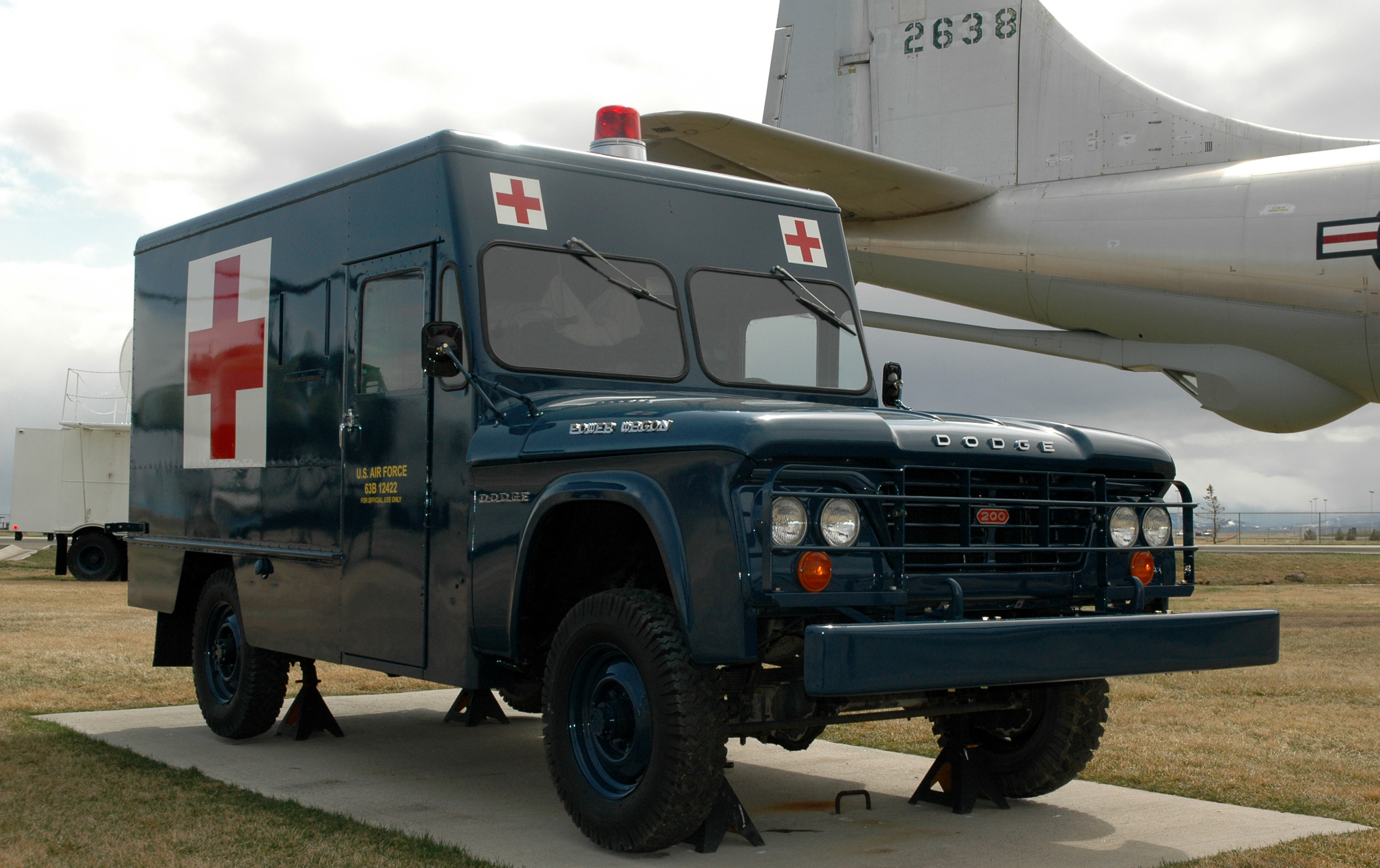
Dodge D-Series I Power Wagon

Dodge D-Series I został zaprezentowany po raz pierwszy w 1961 roku.
Model D-Series pojawił się w ofercie Dodge jako nowy, pełnowymiarowy pickup, który w dotychczasowym portoflio zastąpił model C-Series. Samochód utrzymano w podobnej koncepcji do kolejnego wcielenia konkurencyjnego Forda F-Series, z masywną, kanciastą kabiną z nisko odzadzonym przedziałem pasażerskim, długą maską i dużą, kanciastą powierzchnią transportową. Z przodu pojawiły się dwie pary okrągłych reflektorów.

### Silniki
- 2.7l Chrysler
- 3.6l Chrysler
- 5.2l Chrysler

## Druga generacja

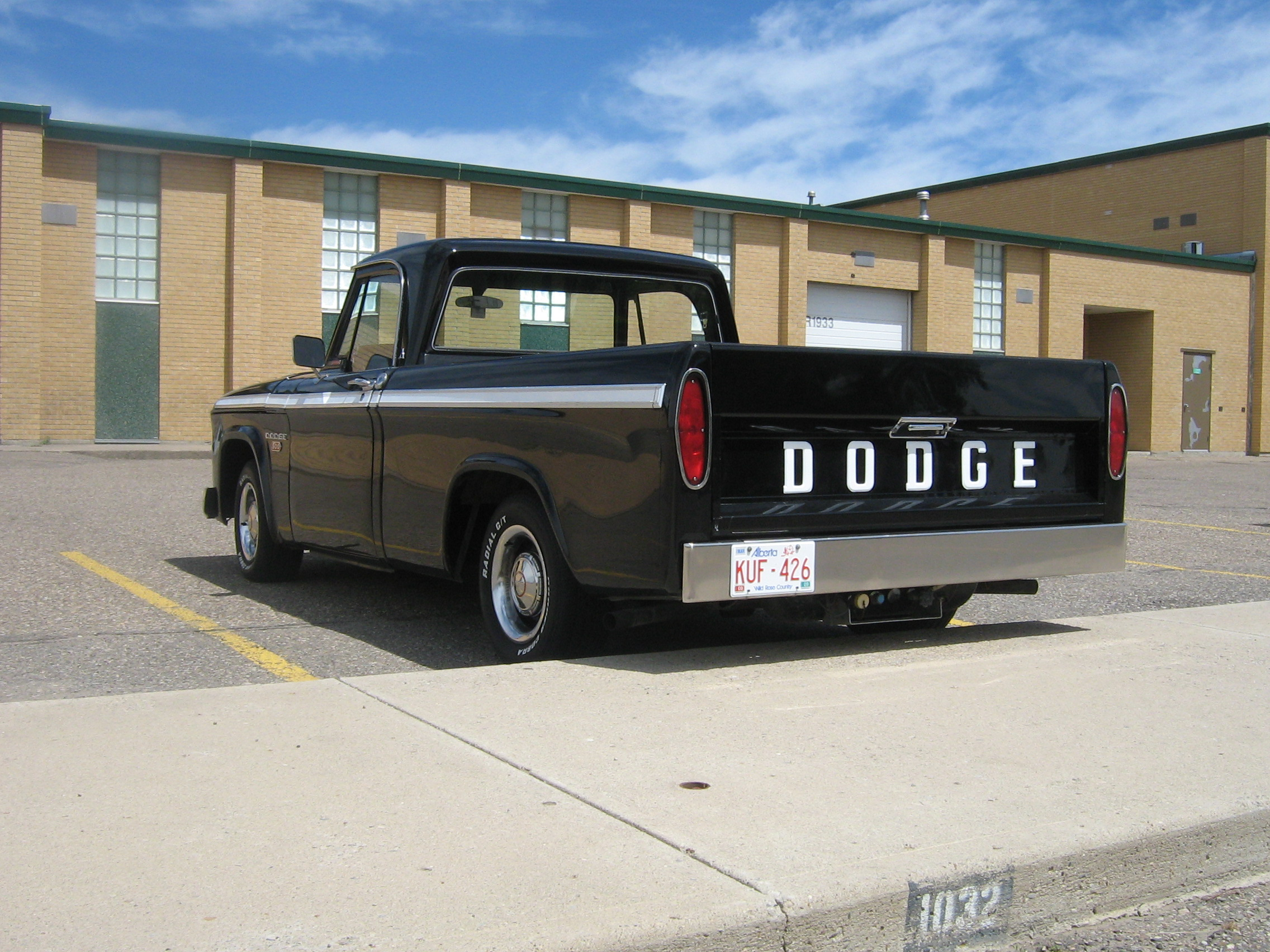
Dodge D-Series II - tył

Dodge D-Series II po liftingu

Dodge D-Series II został zaprezentowany po raz pierwszy w 1965 roku.
Druga generacja Dodge'a D-Series powstała na zmodernizowanej platformie poprzednika. Przejawiało się to podobnymi proporcjami nadwozia i wymiarami pojazdu. Jednocześnie, gruntownie zrestylizowano karoserię, gdzie pojawiła się uwypuklona maska, pojedyncze okrągłe reflektory i charakterystyczna atrapa chłodnicy. Była to pierwsza półciężarówka Dodge o światowym zasięgu - samochód wytwarzano również w Brazylii i Kolumbii.

### Silniki
- L6 2.5l Slant-6
- L6 2.5l B
- L6 2.5l B
- V8 3.6l B
- V8 4.2l RB
- V8 4.6l RB
- V8 4.4l RB

## Trzecia generacja

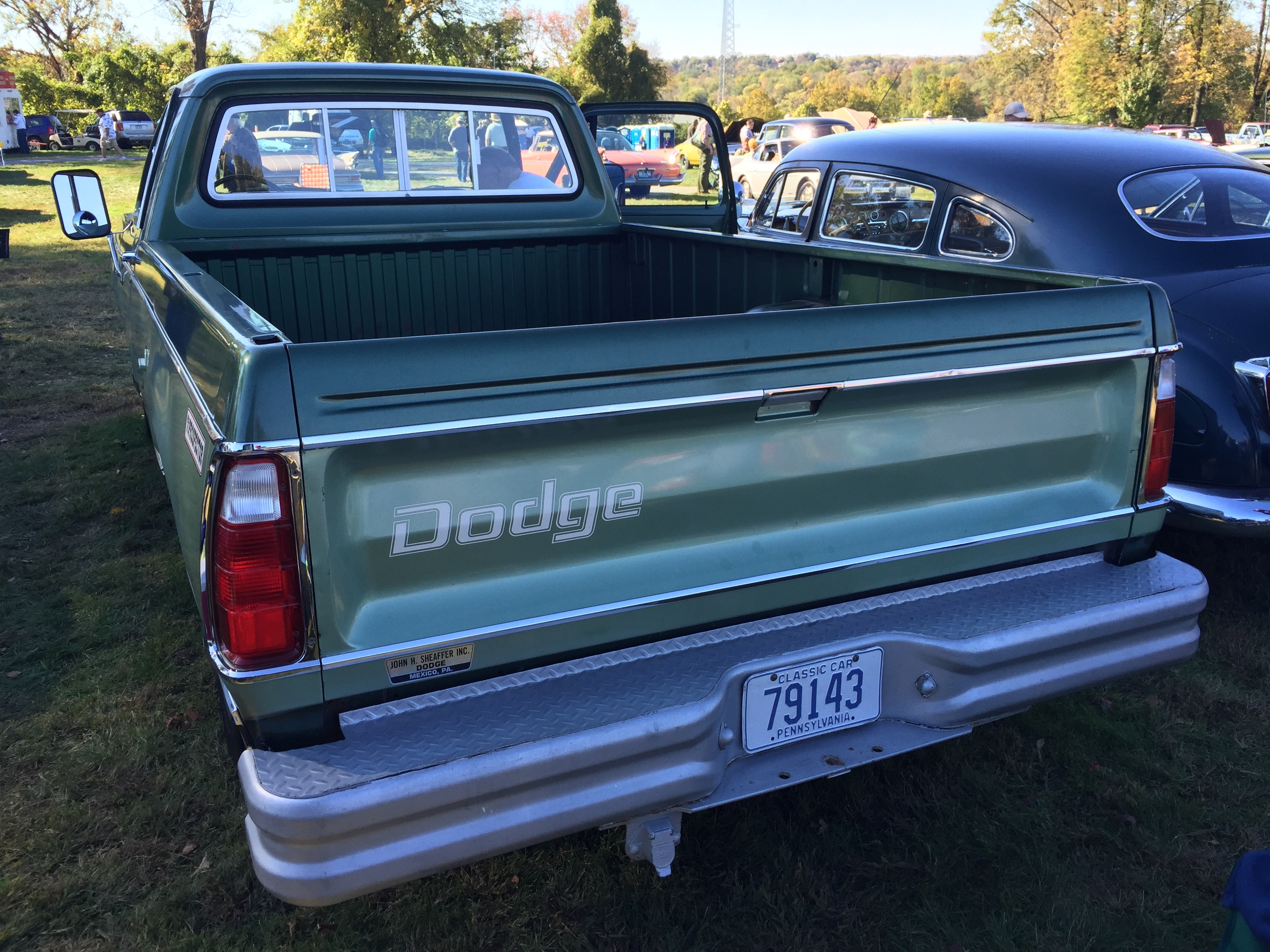
Dodge D-Series III - tył

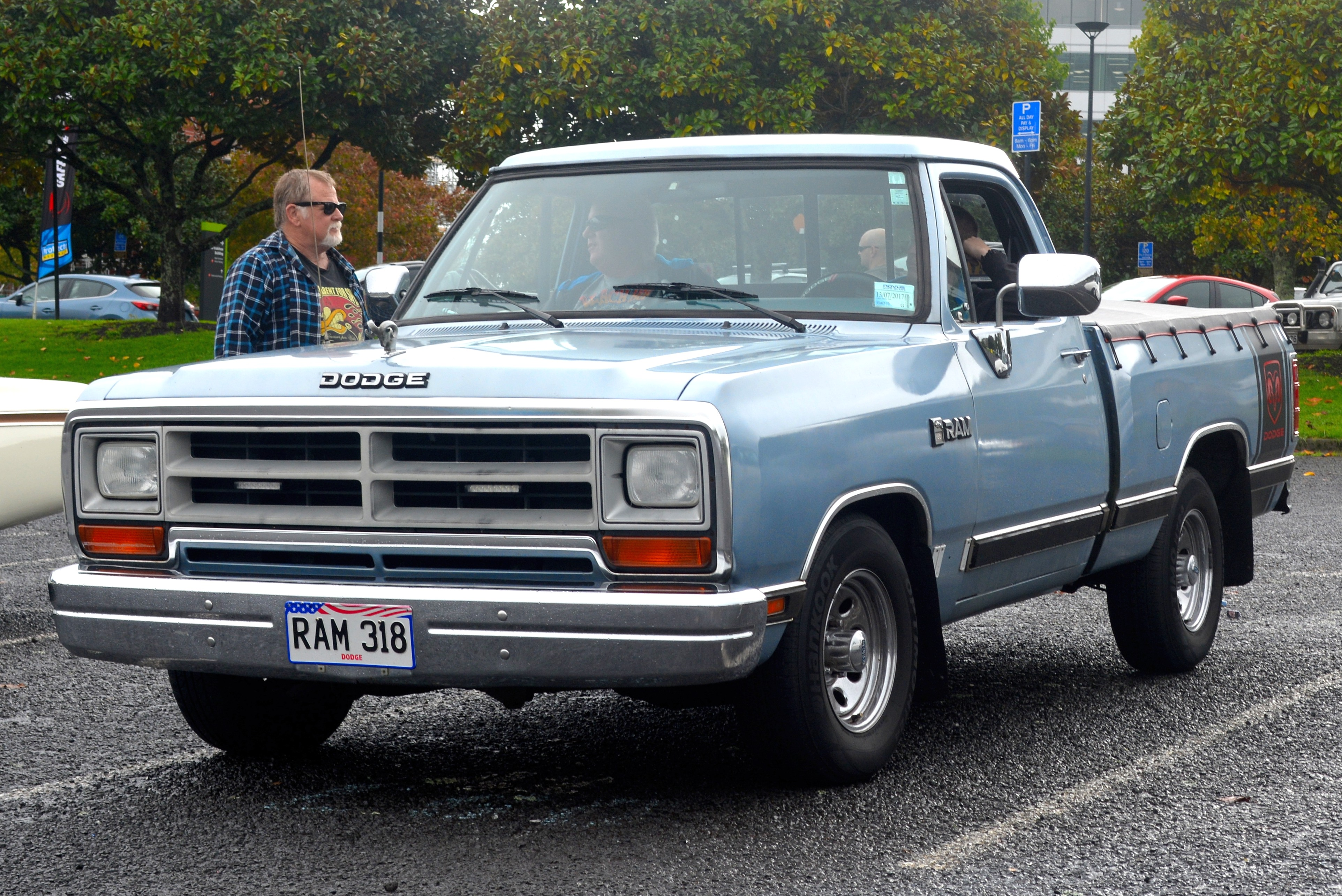
Dodge Ram - model po liftingu

Dodge D-Series III został zaprezentowany po raz pierwszy w 1972 roku.
Trzecia generacja D-Series przeszła dużą metamorfozę w stosunku do poprzednika, zyskując bardziej kanciaste proporcje i zarazem masywniejszą sylwetkę. Charakterystycznym elementem stały się obłe błotniki, a także duża chromowana atrapa chłodnicy i długa maska. Gama wersji nadwoziowych została poszerzona o kolejne warianty tworzone na specjalne zamówienie.

### Lifting i zmiana nazwy
W 1981 roku Dodge przy okazji modernizacji swojego sztandarowego pickupa podjął decyzję o zmianie nazwy. Odtąd, zrestylizowany samochód nazywał się Dodge Ram i produkowany był pod tą postacią przez kolejne 10 lat.

### Silniki
- L6 2.8l Slant-6
- L6 3.7l Slant-6
- V8 5.2l LA
- V8 5.9l LA
- V8 6.6l B
- V8 7.2l RB